# Поповка (Нижньокамський район)
Поповка — селище в Республіці Татарстан, Нижньокамському районі. У XVIII—XIX століттях носило назву Уратьма чи Уратьма-Поповка. Селище знаходиться на березі річки Уратьма. Адміністративно належить до Шереметєвського сільського поселення. У селі знаходиться пам'ятка архітектури місцевого значення — Стрітенська церква 1860-х років побудови.

## Географія та адміністративний устрій
Поповка знаходиться в 40 км на південний захід від районного центру міста Нижньокамськ. Воно лежить у нижній течії невеликої річки Уратьми, притоки Ками. Центр сільського поселення Шереметьєвка знаходиться на півдні від села, через нього проходить автодорога Чистополь — Нижньокамськ. У селищі наявні 3 вулиці: Сонячна, Молодіжна та Шкільна, спрямовані з півночі на південь. Окрім автодороги до Шереметьєвки наявна дорога до села Наріман.
У XVIII—XIX століттях село належало до Богородської волості Чистопольського повіту Казанської губернії. У 1920—1930 роках належало до Чистопольського кантону Татарської АРСР. У 1930—1963 роках було в складі Шереметьєвського району, у 1963—1965 — Челнінського, а з 12 січня 1965 — Нижньокамського району Татарської АРСР. З 2005 року входить до складу Шереметьєвського сільського поселення.

## Історія
Село Уратьма існує з середини XVIII століття. У 1790-ті — 1830-ті роки належало казанському губернатору Миколі Лаптеву та його нащадкам. У 1835 році її придбав генерал-лейтенант Іван Анатолійович Нератов, який, вийшовши у відставку зі служби 17 листопада 1846 року, оселився тут з родиною.
Після його смерті вдова Фавста Єрмолаївна (уроджена Великопольська) найняла лікарем молодого випускника Казанського університету Никанора Хржонщевського, який працював у неї у 1859—1860 роках. Тут він і одружився зі своєю дружиною Єлизаветою Нератовою (за іншими даними — Степановою).
На гроші Фавсти Нератової 1866 року було побудовано кам'яну Стрітенську церкву. З 1867 року в селі працювала земська школа.
На початок XX століття в селі існували 2 водяні млини та винокурний завод. Працювали 2 крамниці.

## Інфраструктура та економіка
У Поповці на початок 2000-х років працювала початкова школа, був сільський клуб. Мешканці переважно займаються вирощуванням польових культурних рослин та молочним скотарством.

## Населення
Населення села за етнічним походженням — росіяни. До реформи 1861 року кріпосні селяни належали до поміщицьких.
У 1897 році в селі мешкало 738 осіб, з них 361 чоловік та 377 жінок.
Демографія за джерелом:
| Рік                       | 1782          | 1859 | 1897       | 1908 | 1920 | 1926 | 1949 | 1958 | 1970 | 1979 | 1989 | 2002 |  |
| ------------------------- | ------------- | ---- | ---------- | ---- | ---- | ---- | ---- | ---- | ---- | ---- | ---- | ---- |  |
| Кількість населення, осіб | 64 (чоловіки) | 834  | 691 чи 738 | 719  | 870  | 898  | 587  | 413  | 422  | 322  | 183  | 144  |  |

## Стрітенська церква

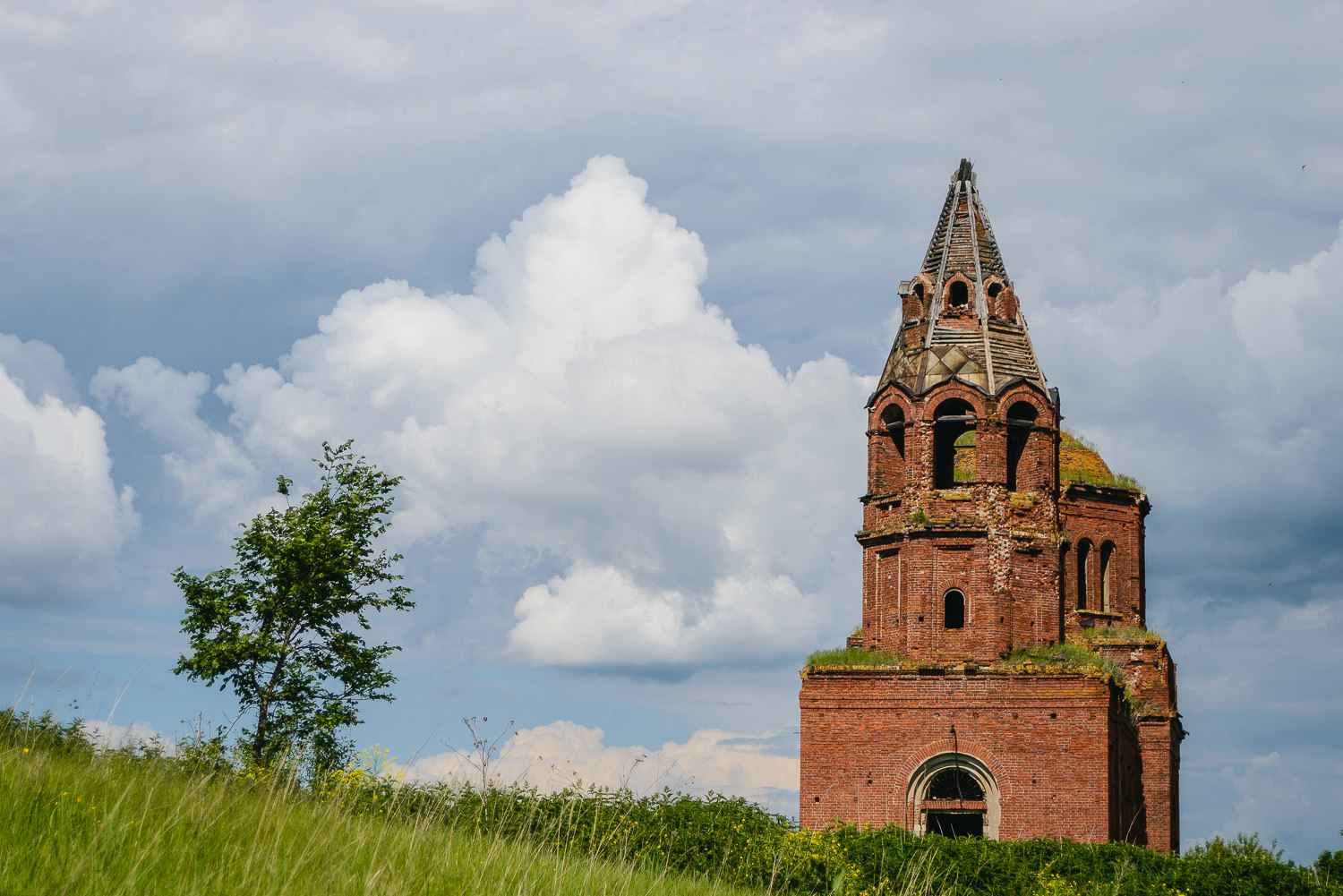
Храм Стрітення Господня

Храм Стрітення Господня розташований на північ від сучасного селища, є пам'яткою архітектури місцевого значення, охороняється за постановою Кабінета Міністрів Республіки Татарстан від 28.01.1993 № 39. Церкву побудовано з червоної цегли в псевдоруському та еклектичному стилях. Церква однопрестольна, з невеликою триярусною дзвінницею. Сама церква побудована як «восьмерик на четверику» — на чотиригранній основі восьмигранний другий ярус, з парою вікон на кожній верхній грані. Склепіння напівкругле.
Священником у 1884—1917 роках був випускник Казанської семінарії Андрій Геннадійович Кудрявцев.
Поблизу церкви була садиба Нератових, нині зруйнована. Станом на 2016 рік будівля церкви стоїть зачинена, не використовується, стан задовільний.